# Urushiol
Urushiol este un ulei secretat de majoritatea speciilor din familia Anacardiaceae, mai ales de speciile de Toxicodendron. Se mai întâlnește in nucile de caju, in iedera otrăvitoare și în coaja fructului de mango.

## Generalități
Ruperea cojii fructului de mango determină eliberarea unei mici cantități de urushiol suficientă însă pentru producerea unei alergii mai ales la indivizii sensibili, alergie ce se manifestă prin rash, și o dermatită de contact. Denumirea de urushiol vine din limba japoneză unde urushi este denumirea unui lac produs din arborele kiurushi (arborele de lac).Prin oxidarea și polimerizarea acestuia se formează un lac extrem de dur care este utilizat in manufacturarea obiectelor japoneze de lux.

## Proprietăți fizice
Urushiolul este un lichid de culoare galbenă cu punctul de fierbere 200-210 0C.Miscibil cu alcoolul si eterul in orice proporție dar nemiscibil cu apa. Din punct de vedere chimic este un amestec de mai mulți compuși având la bază nucleul de catechol care are grefate grupări alchidice cu lanțuri intre 15 și 17 atomi de carbon. Catena alchidică astfel grefată poate avea legături nesaturate sau saturate astfel încât urushiolul este un amestec de molecule saturate si nesaturate.
Mixtura diferă in funcție de specie: stejarul otrăvitor are in componență catecholi cu molecula de 17 atomi de carbon .Iedera otrăvitoare catecholi cu 15 atomi de carbon. Gradul de alergenicitate a amestecului este dat de gradul de saturare sau nesaturare a lanțului alchidic: mai puțin de jumătate din populație reacționează la urushiol cu catena saturată dar mai mult de 90 % din populație este alergică la urushiol ce conține 2 grade de nesaturare(2 legături duble) 
|  | R = (CH2)14CH3 or R = (CH2)7CH=CH(CH2)5CH3 or R = (CH2)7CH=CHCH2CH=CH(CH2)2CH3 or R = (CH2)7CH=CHCH2CH=CHCH=CHCH3 or R = (CH2)7CH=CHCH2CH=CHCH2CH=CH2 |